# Le Marteau de Thor (roman)
Le Marteau de Thor (The Hammer of Thor) est un roman policier de l’écrivain australien Carter Brown publié en 1965 aux États-Unis, puis en 1966 en Australie. 
Le roman est traduit en français en 1966 dans la Série noire. La traduction, prétendument "de l'américain", est signée Maj Elfvik. C'est une des nombreuses aventures du lieutenant Al Wheeler, bras droit du shérif Lavers dans la ville californienne fictive de Pine City ; la vingt-troisième traduite aux Éditions Gallimard. Le héros est aussi le narrateur.

## Résumé
Dane Garow, P.-D.G. de Downley Electronics, a disparu après avoir vendu les bijoux de son épouse pour faire face à un chantage. Juste après la transaction, le coffre du bijoutier qui les lui avait achetés soixante mille dollars est dynamité, le gardien abattu de trois balles dans le dos. Justement, un spécialiste de la nitroglycérine vient d'arriver à Pine City, avec d'autres repris de justice. Comment prouver leur culpabilité dans le cambriolage ? Quel rapport avec la disparition de Dane Garow - et des 60 000 dollars ? Une étrange Walkyrie, nièce de Mme Garow, aide Al Wheeler, qui en a bien besoin face à des criminels retors et machiavéliques, qui manquent de triompher au procès.

## Personnages
- Al Wheeler, lieutenant enquêteur au bureau du shérif de Pine City.
- Le shérif Lavers.
- Annabelle Jackson, secrétaire du shérif.
- Doc Murphy, médecin légiste.
- Le sergent Polnik.
- Le capitaine Parker, de la Brigade Criminelle.
- Thelma Garow, épouse du disparu.
- Eve Tyson, sa nièce, programmatrice chez Downley Electronics.
- Gilbert Wolfe, bijoutier.
- Barney Braden, gardien de nuit.
- Herb Mandel, forceur de coffres à l'explosif.
- Sam Fletcher, son complice.
- Josie Fletcher, épouse de Sam.
- Marvin Lucas, autre complice.
- Abel Grunwald, vice-président de Downley Electronics.
- Pauline Coleman, sa secrétaire.
- Ed Levine, adjoint du District Attorney.
- Henry Cranston, avocat.
- Le juge Kleban.

## Édition
- Série noire no 1047, 1966,  (ISBN 207048047X). Réédition : Carré noir no 282 (1978),  (ISBN 2070432823).